# Эборик
Эборик (упоминается также как Еврих или Геборих) — король свевов в Галисии (теперь западная Испания и северная Португалия) в 583—584 годах.

## Биография
Родителями Эборика были король свевов Миро и Сисегунтия.
Эборик вступил на престол в юном возрасте в 583 году, став последним законным королём свевов. Он принёс клятву верности вестготскому королю Леовигильду. Таким образом, государство свевов попало в зависимость от вестготов. Однако уже в 584 году противники союза с вестготами во главе с Аудекой свергли Эбориха с престола.
Согласно Иоанну Бикларскому и Исидору Севильскому Эборик был помещён в монастырь. Григорий Турский сообщал, что Эборик получил сан диакона или пресвитера. В любом случае причисление к клиру автоматически отстраняло свергнутого монарха от престола.
Эборих правил один год. Его смещение дало повод правителю Вестготского королевства Леовигильду вторгнуться в Галисию и свергнуть Аудеку.